# Alex Ratts
Alex Ratts (Fortaleza, 1964) é um professor, geógrafo e antropólogo brasileiro, autor de várias obras sobre as questões étnico-raciais no Brasil.

## Biografia
Ratts é graduado em Arquitetura e Urbanismo pela Universidade Federal do Ceará (1988), mestre em Geografia Humana pela Universidade de São Paulo (1996) e doutor em Antropologia Social pela Universidade de São Paulo (2001). É professor de diversos cursos na Universidade Federal de Goiás (UFG) e foi fundador e coordenador geral do Núcleo de Estudos Africanos e Afro-Descendentes (NEAAD/UFG) de 2005 a 2011.
Desde 2008 é coordenador do Laboratório de Estudos de Gênero, Étnico-Raciais e Espacialidades do Instituto de Estudos Sócio-Ambientais da Universidade Federal de Goiás (LaGENTE/IESA/UFG).
Suas áreas de atuação incluem Geografia, Antropologia e Educação e aspectos relacionados com identidades étnicas, raciais e de gênero. É ativista do Movimento Negro, membro da Associação Brasileira de Pesquisadores Negros e apoia o sistema de cotas raciais e sociais nas universidades brasileiras: Em janeiro de 2008 criticou a decisão judicial de suspender a cota racial da Universidade Federal de Santa Catarina, liminar que foi derrubada ainda no mesmo mês.